# Эгейское письмо

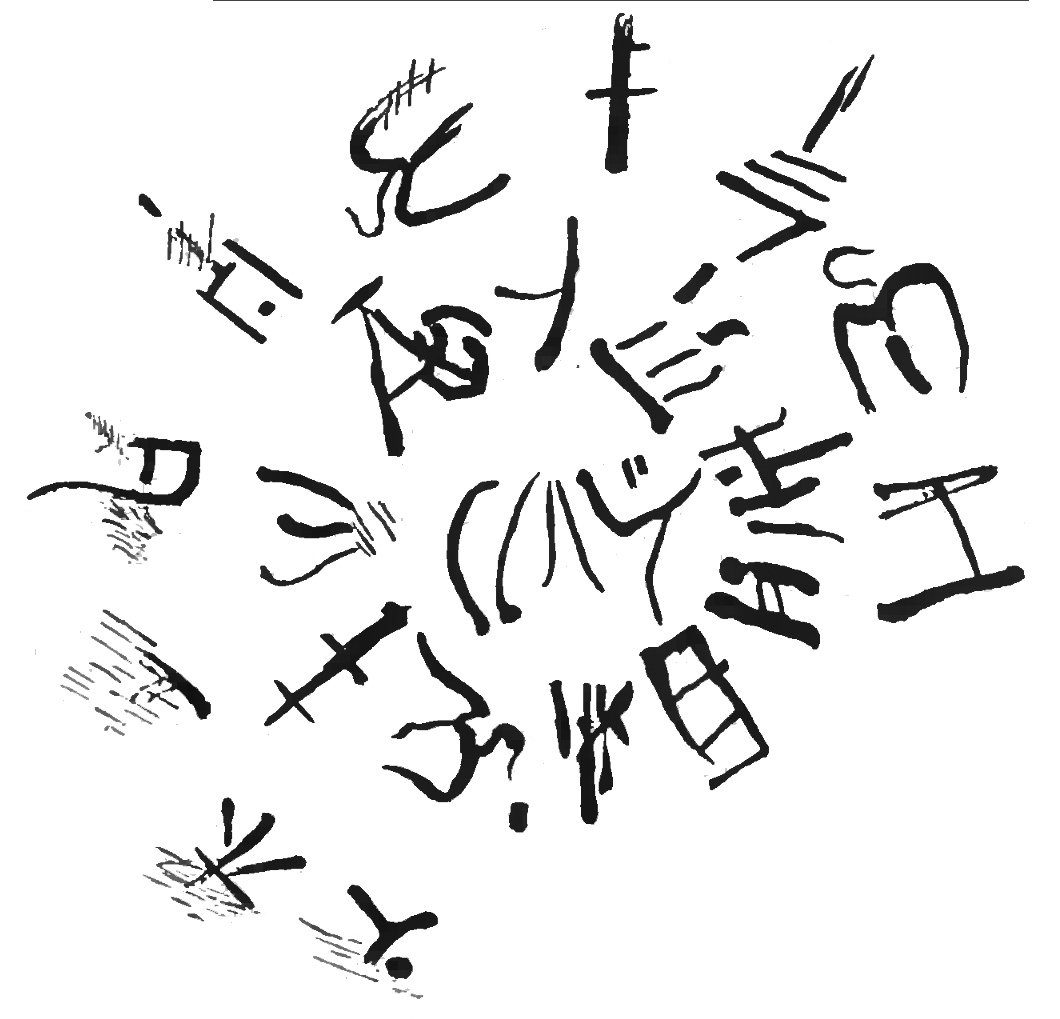
Надпись линейным письмом А на внутренней поверхности чаши новодворцового периода CMIII

Эге́йское письмо́ — группа родственных письменностей оригинального происхождения, возникшая на Крите во времена минойской цивилизации конца 3-го — начала 2-го тысячелетия до н. э. Позднее от критских письменностей произошли также родственные письменности Кипра, утратившие ряд характеристик (идеограммы и цифры), но сохранившие слоговой характер письма.

## История изучения

### Открытие и дешифровка
Кипрское письмо известно с середины XIX века. Основную работу по дешифровке выполнил Джордж Смит.
Письменности Крита были неизвестны вплоть до конца XIX века, когда их открыл А. Эванс. При жизни Эванс опубликовал лишь небольшую часть надписей, надеясь расшифровать их самостоятельно.
Линейное письмо Б дешифровано М. Вентрисом и Дж. Чедвиком в 1950 году. Надписи на нём выполнены на греческом языке (см. Микенская цивилизация) с использованием многочисленных идеограмм, а также аббревиатур на минойском языке. С их помощью удалось частично прочесть надписи, выполненные более ранними видами письма, но не понять их — язык надписей линейного А и «иероглифических» надписей (см. Этеокритский язык) не дешифрован до настоящего времени. Ещё хуже изучены кипро-минойское письмо и критские иероглифы, где можно с относительной уверенностью говорить о чтении не более чем 20—30 слоговых знаков для каждого из видов письма.

## Состав

### Критские письменности

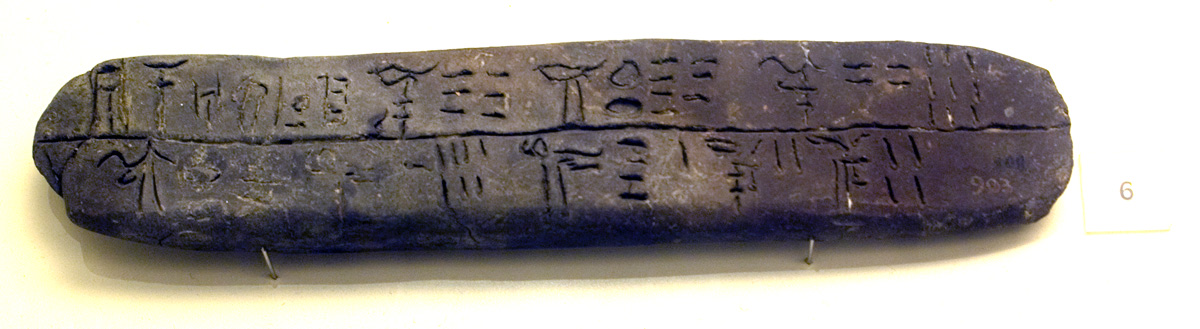
Табличка с надписью Линейным письмом Б (Археологический музей Ираклиона, Крит)

- Критские иероглифы — центральная и восточная части Крита:
  - «арханесское письмо» (наиболее древний этап, финальный преддворцовый период);
  - «иероглифы А» (внешний вид — чисто рисуночные знаки);
  - «иероглифы Б» (упрощённые рисунки, развились в линейное письмо А);
- линейное письмо А (знаки, в основном, утратили сходство с рисуночным оригиналом) — возникло на юге острова и постепенно заняло большую часть Крита, кроме юго-запада, а также распространилось на Киклады;
- линейное письмо Б (дальнейшее развитие линейного письма А) — помимо Крита, было распространено в большинстве культурных центров Микенской цивилизации.

Хотя форма знаков за указанный период сильно изменилась, состав знаков и их значения принципиальных изменений не претерпели, поэтому указанные письменности можно рассматривать как хронологические варианты одной и той же письменности — критского письма.
Надписи ранними иероглифами (Арханес и иероглифы А) представляют собой административные печати, тогда как поздними иероглифами и линейным письмом — учётно-хозяйственные тексты, маркировку личной принадлежности и, вероятно, посвятительные надписи на предметах. Линейное письмо Б использовалось для записи на греческом языке, с включением отдельных сокращений и слов на минойском языке (обычно — как пометки к идеограммам), язык прочих критских письменностей неизвестен и условно обозначается как «минойский» (предположительно идентичен «кефтийскому» языку, фрагменты которого засвидетельствованы в египетских текстах, и/или «этеокритскому» языку некоторых надписей греческим письмом эпохи античности).

### «Иератический силлабарий» (месарское письмо)
На Крите найдено несколько надписей особым письмом, не похожим ни на одну из вышеперечисленных — Фестский диск и секира из Аркалохори. Часть исследователей рассматривает их как особый графический вариант критского письма, в то время как другие рассматривают их как целиком оригинальное или даже некритское по происхождению письмо. А. А. Молчанов предложил термин «иератический силлабарий» (то есть слоговое письмо для культовых, а не хозяйственно-административных целей). Стивен Дарнфорд предложил другой термин — «месарское письмо» (поскольку оба известных образца происходят из долины Месара).

### Письменности Кипра и Леванта

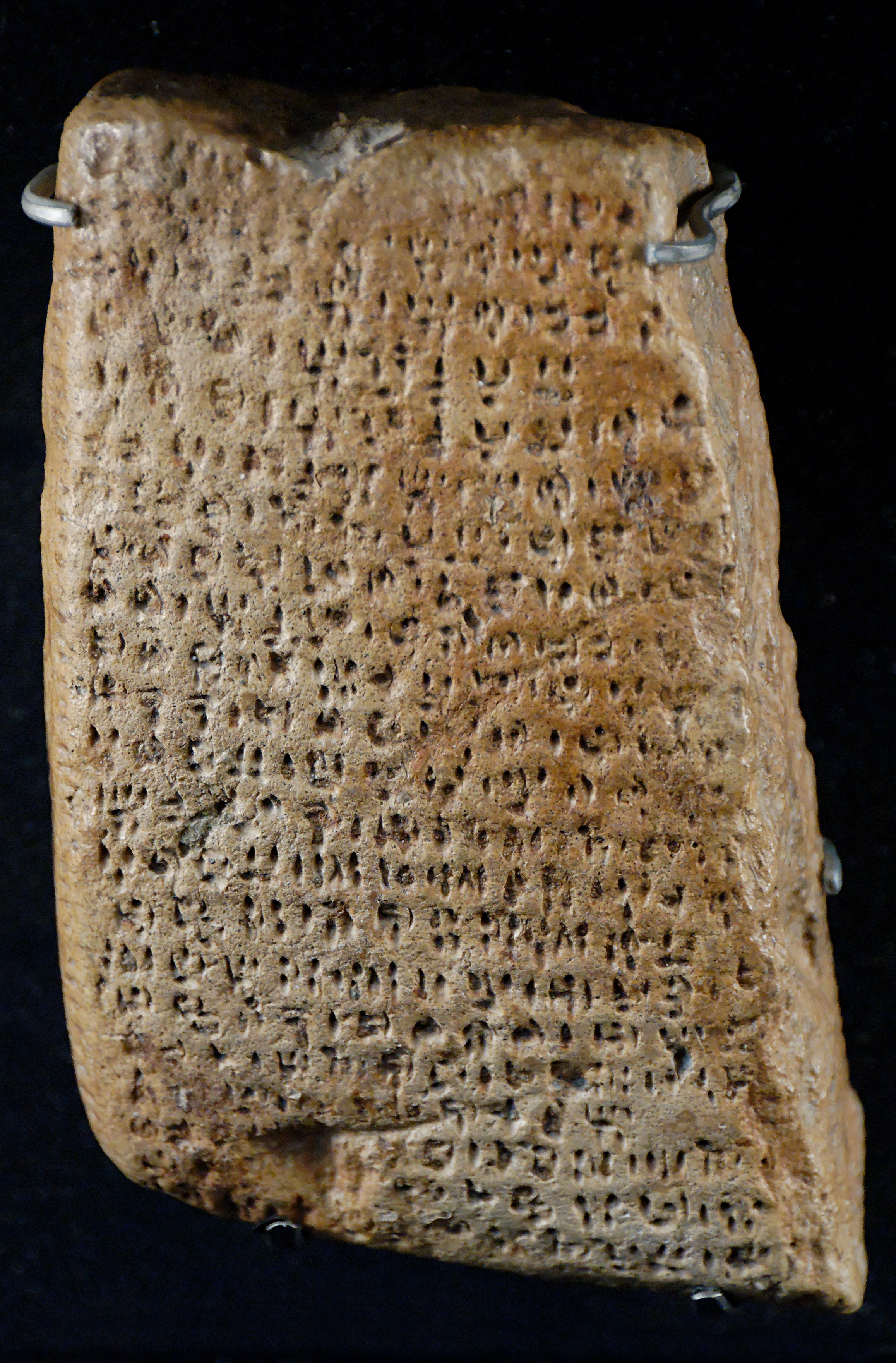
Табличка с надписью кипро-минойским письмом

От линейного письма А также происходит так называемое кипро-минойское письмо (не дешифровано), от которого позднее произошло кипрское письмо (дешифровано в конце XIX в. благодаря двуязычной надписи; использовалось для записи текстов на диалекте греческого языка, а также на местном этеокипрском языке).
В Израиле обнаружен ряд надписей XII—XI вв. до н. э., условно называемых «филистимскими», которые по начертанию также напоминают кипро-минойское письмо.

### Спорная и ошибочная идентификация
Троянское письмо внешне неотличимо от Линейного письма А; термин был введён в оборот из-за ошибочной датировки надписей, которые (из-за смешения археологических слоёв при раскопках) были отнесены к периоду до возникновения письма на Крите.
Х. Й. Франкен обнаружил в 1964 г. и отнёс к письменностям минойского круга несколько табличек из Дейр-Алла (Левант) (его мнение повторили ряд других исследователей — в частности, Труде Дотан и Маргалит Финкельберг). Большинство исследователей, однако, относят эти надписи к образцам протоханаанейского письма. Позднее было предпринято несколько взаимоисключающих попыток истолковать надписи на семитских языках.

### Поздние памятники и исчезновение
В этеокритской надписи греческим алфавитом из Психро III (?) в. до н. э. слово επιθι продублировано критскими знаками линейного письма А как i-pi-ti. В настоящее время большинство исследователей считают надпись подделкой; иные свидетельства существования эгейского письма на Крите и в материковой Греции после «бронзового коллапса» отсутствуют.

## Характеристика
Характер письма — смешанный:
- около 80—90 слоговых знаков типа «гласный» или «согласный+гласный»;
- несколько сотен идеограмм (не засвидетельствованы ни в одной из письменностей Кипра);
- оригинальные эгейские цифры (не засвидетельствованы в кипрском письме).

## Язык
Надписи иероглифами и Линейным письмом А читаются лишь фрагментарно, поэтому в настоящее время невозможно установить, насколько менялся их язык по мере смены системы письма. Троянское письмо, по-видимому, является импортированным текстом Линейным письмом А, а не местным письмом.
Фестский диск не дешифрован, однако по структурным характеристикам, по мнению Г. Ноймана, его язык мог быть тем же, что и язык Линейного письма А. Теми же характеристиками обладает, на первый взгляд, и текст секиры из Аркалохори.
Надписи линейным письмом Б выполнены на греческом языке, однако этой системе письма свойственен ряд особенностей, совершенно чуждых греческому языку, но, видимо, отражающих морфологические явления языка, для которого изначально создавалось критское письмо:
- не различались звонкие и глухие согласные (возможно, в этеокритском языке они чередовались при словоизменении);
- согласные l, m, n, r, s на конце закрытых слогов на письме никак не отображались; к другим согласным на конце закрытых слогов добавлялась «пустая» гласная последующего слога (например, Ko-no-so = Knossos).

Надписи филистимским линейным письмом никак не интерпретированы ввиду исключительной краткости.
Язык кипро-минойского письма, по-видимому, не имеет ничего общего с языками Крита, так как материальная культура Кипра была кардинально отличной от Крита, лишь с незначительными свидетельствами минойского импорта, а кипро-минойское письмо возникло из критского не в результате длительной эволюции, а одномоментно (см. Сильвия Феррара). Самая поздняя надпись кипро-минойским языком из 5 знаков, единственная в своём роде, выполнена на греческом языке; однако в ней всё ещё сохраняется направление письма слева направо.
Кипрское письмо, в основном, использовалось для греческого языка, однако немногочисленные надписи на юге острова выполнены на этеокипрском языке, родственные связи которого неизвестны. Характерным отличием от прочих эгейских письменностей является направление справа налево для большинства надписей.

## Исследователи

### Ранний этап
- Артур Эванс — первооткрыватель критского письма.
- Бедржих Грозный — предложил первую (неудачную) дешифровку критского письма на основе сравнения форм знаков с другими письменностями.
- Йоханнес Сундвалл и Аксель Перссон — авторы ранних работ по анализу критских надписей.
- Джон Франклин Дэниэл III — обоснование родства между письменностями Кипра и Крита[6].
- Эрнст Зиттиг — неудачная попытка дешифровки на основе статистического метода.
- Бенито Гайя Нуньо — реконструкция графической эволюции знаков от иероглифов до линейного письма Б.
- Владимир Георгиев — обосновал греческий характер надписей линейным письмом Б, однако попытка дешифровки на основании сравнительного метода была неудачной.
- Алиса Кобер — археолог, задолго до дешифровки письма сумела выявить систему именных склонений в надписях линейным письмом Б.
- Майкл Вентрис — основываясь на результатах Кобер, а также логико-математическом методе, в общих чертах дешифровал линейное письмо Б.
- Джон Чедвик — завершил дешифровку линейного письма Б, реконструировал грамматику микенского диалекта.
- Соломон Лурье — благодаря его усилиям микенология получила широкое распространение в СССР; отметил и поддержал дешифровку Вентриса.

Для более поздних этапов - см. в разделах для соответствующих письменностей (иероглифы, Линейное А, Линейное Б, кипро-минойское)
Издаётся ряд журналов, посвящённых текстам эгейским письмом. Самым ранним является «Minos» (с 1960-х годов, в основном, посвящён проблемам линейного письма B), «Kadmos» (в основном, догреческие надписи), «Do-so-mo» (начал издаваться в XXI в.).